# Salle Ventadour

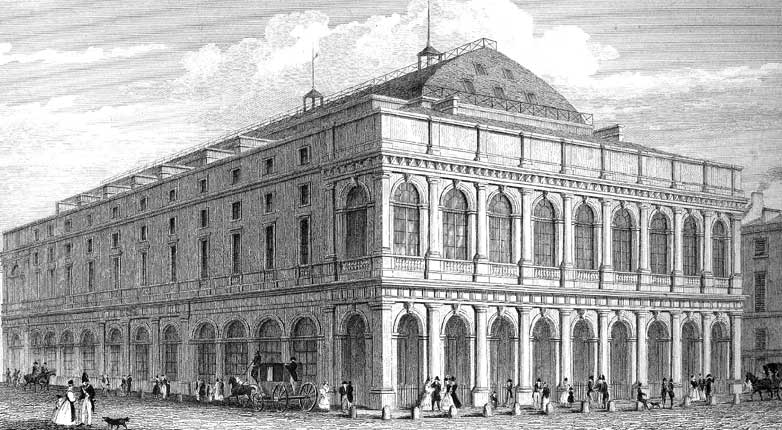
Historische Hauptfassade des Salle Ventadour

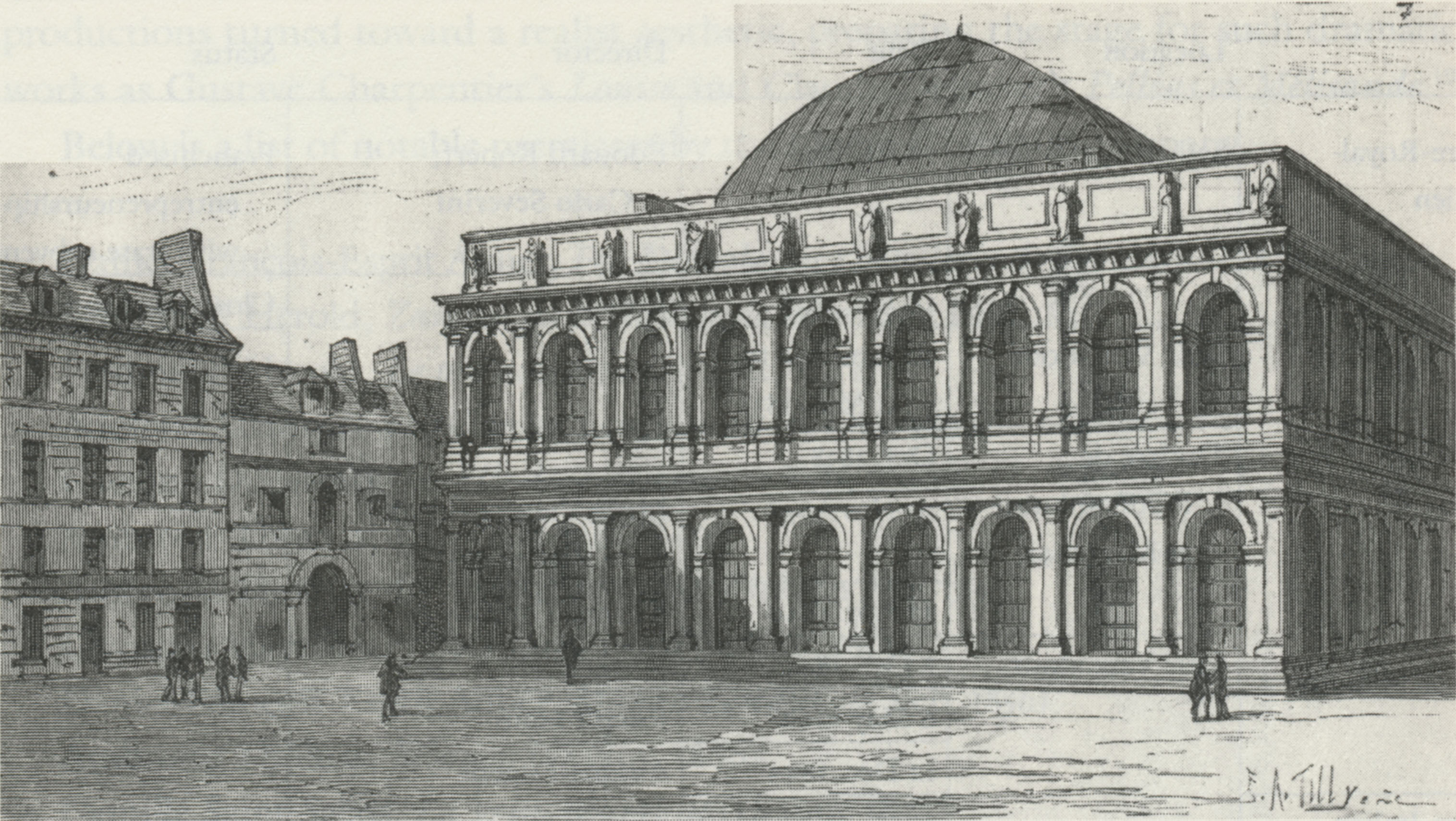
Historische Rückseite des Salle Ventadour

Der Salle Ventadour (Théâtre Ventadour) ist ein Gebäude in der Achse der Rue Ventadour, deren Teil heute Rue Méhul heißt und im 2. Arrondissement von Paris liegt. Die Adresse lautet heute Rue Dalayrac 1. Während des Bestehens als Spielstätte war es Heimat verschiedener Ensembles.

## Äußere Gestalt
Das Gebäude wurde vom Architekten Jean-Jacques Huvé zusammen mit dem Theatermacher Louis de Guerchy an der Stelle des abgebrochenen Hôtel Ventadour, in dem die Loterie royale de France untergebracht war, im Stil des Klassizismus erbaut. Es nimmt die gesamte Fläche des von Straßen umgebenen Platzes ein.
Die vordere Hauptfassade hat eine Breite von ungefähr 40 Metern und ist im Erdgeschoss in neun gleiche Arkaden gegliedert. Die Säulen der Arkaden stehen jeweils auf einer großen Basis und sind mit Pilastern in dorischer Ordnung geschmückt. Die Bogenfenster im Obergeschoss sind verziert und den Arkaden im Erdgeschoss nachempfunden. Auch hier finden sich dorische Pilaster. Unter der Attika befand sich noch ein Halbgeschoss, das durch den Umbau verändert wurde und so nicht mehr besteht. Es wurde später ein Mansardendach aufgesetzt.
Die seitliche Hauptfassade, zur Rue Marsolier hin gelegen, misst etwa 50 Meter und ist somit deutlich länger, aber weniger ausgeschmückt. Sie gliedert sich in 13 Bogenfenster, entsprechend den Arkaden der Hauptfassade; lediglich die mittleren drei Fenster sind breiter und höher. Die oberen Etagen haben Fenster ohne Bögen.
Die zur Passage Choiseul hin gelegene Fassade, die damals eine kleine Nebenstraße war, war schlicht und ohne architektonische Ausgestaltung. Dort befand sich der Bühneneingang, der aus drei Torbögen bestand; über dem mittleren war der Schriftzug FONCIÈRE angebracht. Diese Fassade wurde ebenfalls beim Umbau umgestaltet und dem Zeitgeschmack und den neuen Erfordernissen entsprechend ergänzt.

## Theaterinterieur
Das Interieur war von großer Pracht. Das Vestibül hatte eine Tiefe von acht Metern und war sehr geräumig und hell. Links und rechts gab es Treppen aus weißem Marmor, die den Treppen des Louvre nachempfunden waren. Säulenreihen trugen die Decken der Treppenaufgänge, die zur ersten Etage führten, von wo aus man in das Foyer und den Saal gelangte.
Das Foyer, das sich über dem Vestibül befand und ebenso groß war, hatte einen Bodenbelag aus Mosaikparkett und war mit Büsten von André-Ernest-Modeste Grétry, Nicolas Dalayrac, Étienne-Nicolas Méhul und Niccolò Mestrino geschmückt. Weiterhin gab es zwei offene Kamine aus weißem Marmor, die im Licht der sieben Kristalllüster besonders hell strahlten. Die Wände selbst waren mit weiß-goldener Malerei verziert. Auf Höhe der zweiten Reihe der Logen war der Saal zur Belüftung offen und bot dem Publikum Gelegenheit, während der Pausen das Treiben von oben zu betrachten.
Der Saal selbst war halbkreisförmig und hatte fünf übereinanderliegende Reihen von Logen, wobei die Logen der Vorbühne mit seitlichen Säulen und reichlich Dekoration ausgestattet waren. Die Decke des Saals zierte ein Motiv im Stile der römischen Wandmalerei und in der Mitte hing ein großer Lüster mit 100 Gasflammen, der den Saal gut ausleuchtete.
Die Balkonbrüstungen waren, wie das Foyer, mit weiß-goldenen Ornamenten bemalt, die sich mit in rot gehaltenen Figuren abwechselten. Das Innere der Logen war mit grünem Stoff ausgeschlagen, der denselben Farbton wie der Bühnenvorhang hatte.
Die Bühne hatte eine Breite von 13 oder 14 Metern und eine Tiefe von etwa sieben Metern und war somit größer als die der später gebauten Oper. Wie von der Polizei verlangt, besaß die Bühne einen eisernen Vorhang. Ein Manko bestand jedoch in der schwachen Akustik der Hauptbühne, was dazu führte, dass die Vorbühne 1832, zur Freude der Sänger, vergrößert wurde.

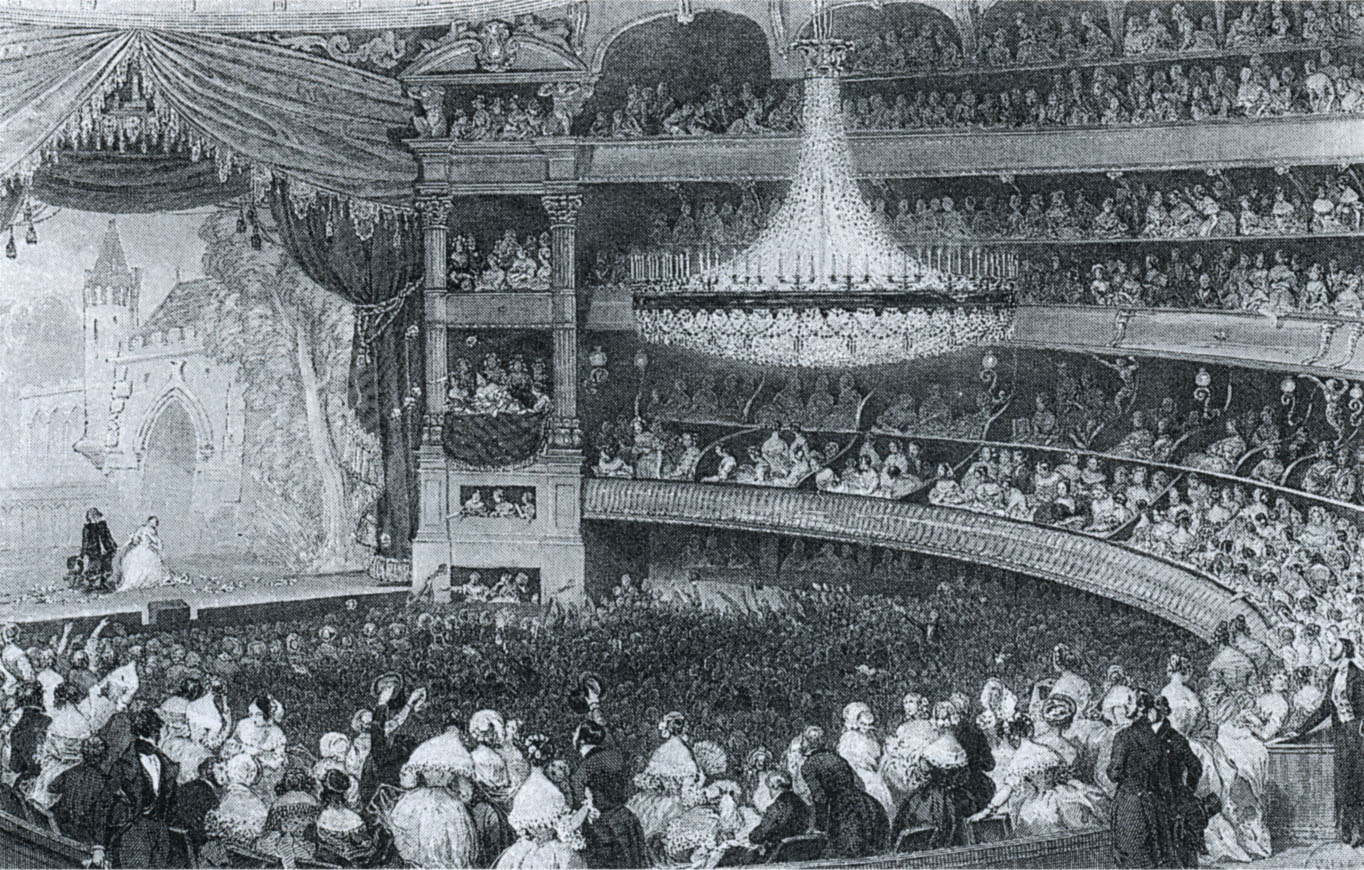
Interieur des Salle Ventadour – Voll besetztes Haus

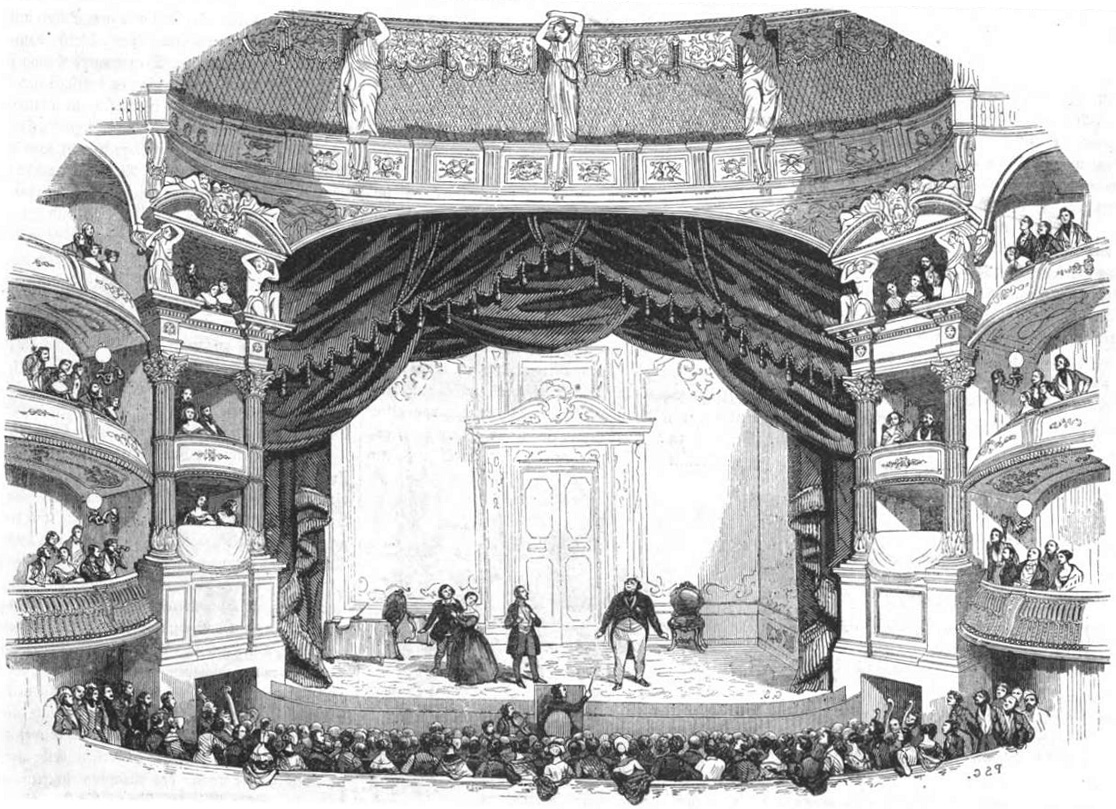
Frontalansicht der Bühne bei der Aufführung von Don Pasquale

## Geschichte des Schauspielhauses
Das erste Ensemble, das im Jahr 1829 die Salle Ventadour bespielte, war die Opéra-Comique. Diese hatte zuvor Heimat im Théâtre Feydeau gefunden, das aber wegen Baufälligkeit 1829 abgerissen werden musste. Es wurden viele erfolgreiche Stücke inszeniert, aber Anfang des Jahres 1832 grassierte eine Choleraepidemie in Frankreich und der Spielbetrieb wurde eingestellt. Das Foyer wurde zu dieser Zeit als Notlazarett genutzt. Die Opéra-Comique hatte zwischenzeitlich ein neues Theater bezogen, und so blieb der Salle Ventedour geschlossen, bis 1834 das Théâtre Nautique dort Einzug hielt. Bereits nach einem Jahr löste sich die Truppe auf und der Salle Ventadour wäre den Parisern fast aus dem Gedächtnis entschwunden, wären während der Karnevalszeit nicht Maskenbälle veranstaltet worden.
Erst im Jahr 1838 kehrte neues Leben in das Gebäude zurück, denn das Théâtre-Italien bezog den Saal für einige Monate. Ende desselben Jahres installierte sich die Truppe des Théâtre de la Renaissance, das bis zu deren vorläufiger Auflösung im Jahr 1841 nicht nur wegen hochkarätiger Stücke, beispielsweise von Victor Hugo, und Schauspielern wie Frédérick Lemaître berühmt war, sondern auch die Maskenbälle waren legendär.
Der Salle Ventadour war nun wieder eine feste Größe im kulturellen Leben der Stadt und so bezog das Théâtre-Italien das gut eingeführte Haus. Die Bedeutung zeigte sich auch, als Richard Wagner 1860 ein Gastspiel gab. Wagner dirigierte selbst Auszüge aus dem fliegenden Holländer, Tannhäuser, Tristan und Isolde und den Hochzeitsmarsch.
Bereits ab Mitte der 1860er-Jahre waren die Einnahmen rückläufig. Weiterhin schadete auch die Belagerung von Paris dem Geschäft, und so versuchte die Geschäftsleitung 1871 durch die Verpflichtung eines Weltstars das Geschäft wieder zu beleben. Adelina Patti wurde für sieben Aufführungen engagiert und für eine weitere Aufführung, bei der die gesamten Einnahmen ihr direkt zukamen.
Insgesamt blieb die Situation schwierig, denn das als aristokratisch geltende Théâtre-Italien entsprach nicht mehr den Lebensumständen und Gewohnheiten. Gleichwohl wurden hochkarätige Stücke zur Vorstellung gebracht, und das Theater konnte sich, unter wechselnder Führung, vorerst halten. Es wurde 1878 auch noch eine Umbenennung in Troisième-Théâtre-Lyrique-Francais vorgenommen, aber als der finanzielle Misserfolg nicht mehr tragbar war, wurde das Théâtre-Italien Anfang 1879 aufgelöst und der Saal geschlossen.
Das Theater wurde an ein Unternehmen verkauft, das das Theater umbaute und Büros einrichtete. Im Erdgeschoss bezog die Banque d’escompte de Paris ihren Sitz. Heute befindet sich dort eine Filiale der Banque de France.